# Sue Townsend
Pour les articles homonymes, voir Townsend.
Sue Townsend, née le 2 avril 1946 à Leicester et morte le 10 avril 2014 dans la même ville, est une romancière britannique, spécialisée dans la littérature pour enfants. Elle est l'auteur du Journal secret d'Adrien 13 ans ¾. Ses œuvres mêlent souvent humour, descriptions sociales et satire.

## Biographie
Sue Townsend quitte l'école à 15 ans et enchaîne les petits boulots comme ouvrière d'usine, vendeuse en magasin, etc. À 18 ans, elle épouse un ouvrier en tôlerie. À 22 ans, elle a déjà trois enfants en bas âge. Elle aura finalement quatre enfants : Sean, Daniel, Victoria et Elizabeth.
Elle rejoint un groupe littéraire à trente ans et reçoit sa première récompense littéraire à 33 ans, pour sa pièce Womberang (1979). Elle entame une carrière d'écrivain en publiant son premier roman en 1982. Le roman Journal secret d'Adrien 13 ans ¾ (en) (The Secret Diary of Adrian Mole, Aged 13¾) devient un énorme succès. C'est le premier d'une série de huit romans mettant en scène le jeune Adrien Mole.
Elle publie aussi d'autres romans, tels que La Reine et moi en 1992, dans lequel elle imagine que la famille royale est obligée de quitter le palais de Buckingham pour s'installer en banlieue, ou La Femme qui décida de passer une année au lit (éditions Charleston, 2013).
Sue Townsend subit de nombreux problèmes de santé au cours de sa vie. Elle est atteinte d'une maladie neurodégénérative et doit se déplacer en fauteuil roulant. Elle souffre de diabète, diagnostiqué au cours des années 1980, perd graduellement la vue et devient aveugle en 2001. En raison d'une insuffisance rénale liée au diabète, elle est opérée en septembre 2009, après deux ans d'attente pour trouver un donneur, et reçoit un rein de son fils, Sean. Victime d'un accident vasculaire cérébral en décembre 2012, elle meurt le 10 avril 2014,,.